# Sam Raimi

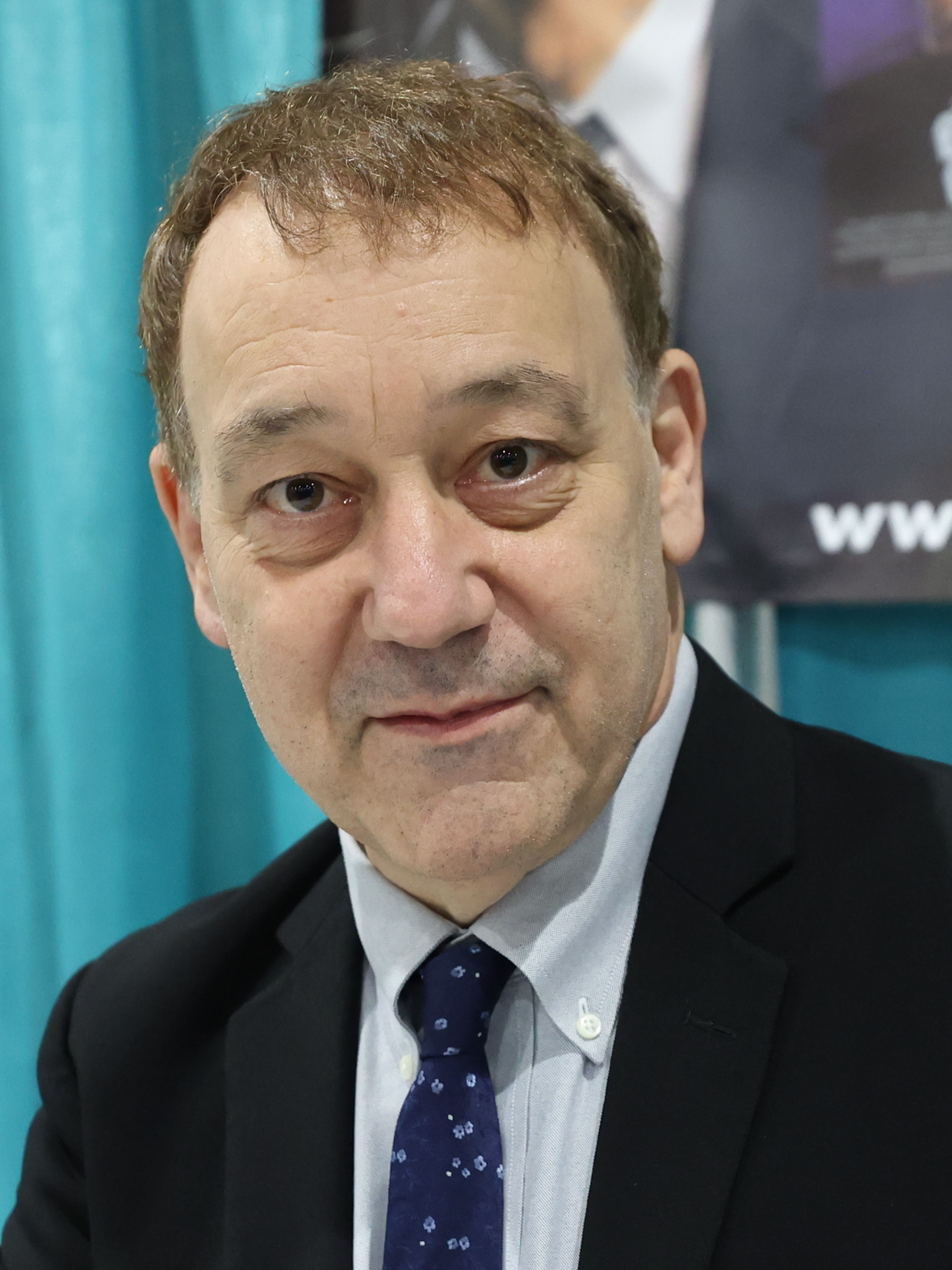
Sam Raimi (2024)

Samuel M. „Sam“ Raimi (* 23. Oktober 1959 in Royal Oak, Michigan) ist ein US-amerikanischer Regisseur, Filmproduzent, Drehbuchautor und Schauspieler. Seine bekanntesten Werke sind die Tanz-der-Teufel- und die Spider-Man-Filme.

## Leben und Wirken
Raimi wurde in Royal Oak geboren und wuchs in Birmingham in einer jüdischen Familie auf. Seine Eltern sind russisch-jüdischer und ungarisch-jüdischer Herkunft. Der ursprüngliche Familienname „Reingewertz“ wurde zu „Raimi“, als sein Großvater in die Vereinigten Staaten auswanderte. Raimi ist das vierte von fünf Kindern. Mit seinem älteren Bruder Ivan und seinem jüngeren, Ted Raimi, arbeitet er oft gemeinsam an Filmprojekten. Seine ältere Schwester Andrea Raimi Rubin ist Anwältin. Sein ältester Bruder Sander verstarb 1968 bei einem Badeunfall in Israel im Alter von 15 Jahren.
Nachdem Sam Raimi als Jugendlicher die beiden Science-Fiction-Filme Die Zeitmaschine von Regisseur George Pal und Metropolis von Fritz Lang gesehen hatte, reifte in ihm der Entschluss, selbst Filme zu machen. Zusammen mit seinem Freund Bruce Campbell drehte Raimi noch als Teenager einige erste Kurzfilme, zum Beispiel den knapp sechs Minuten langen Film Attack of the Helping Hand!, in dem Raimi einen Milchmann spielt. 1979 gründete er mit Campbell und dem Produzenten Robert G. Tapert die Produktionsfirma Renaissance Pictures.
Ein Studium der englischen Literatur an der Michigan State University in East Lansing, wo er zudem einen Filmkurs belegte und Mitbegründer der Michigan Creative Film Society war, brach Raimi nach drei Semestern ab, um den Horrorfilm Tanz der Teufel (1981) zu drehen. Bruce Campbell, sein langjähriger Freund und Kreativpartner, der einst im selben Krankenhaus in Royal Oak, Michigan, zur Welt kam wie Raimi, ist seither oft in Haupt- oder Nebenrollen seiner Filme besetzt. Zusammen mit den Brüdern Ethan und Joel Coen schrieb Raimi 1985 das Drehbuch für die schwarzhumorige Komödie Crimewave – Die Killer-Akademie, eine bizarre Geschichte über einen zum Tode verurteilten Häftling, bei der Campbell sowohl eine Nebenrolle spielte als auch Produzent war. An der Kinokasse erwies sich der Slapstick-Film jedoch als Flop.
Im Jahr 2002 gründeten Raimi und Robert G. Tapert die Produktionsfirma Ghost House Pictures, mit der Raimi nach vielen Jahren des Mainstream-Kinos zu seinen Wurzeln als Underground-Horrorfilmemacher zurückkehrte und unter diesem Label fortan Gruselfilme produzierte wie Der Fluch – The Grudge, Boogeyman – Der schwarze Mann und Drag Me to Hell. Raimi fungierte auch als Produzent bei den Neuverfilmungen von Poltergeist und Tanz der Teufel.

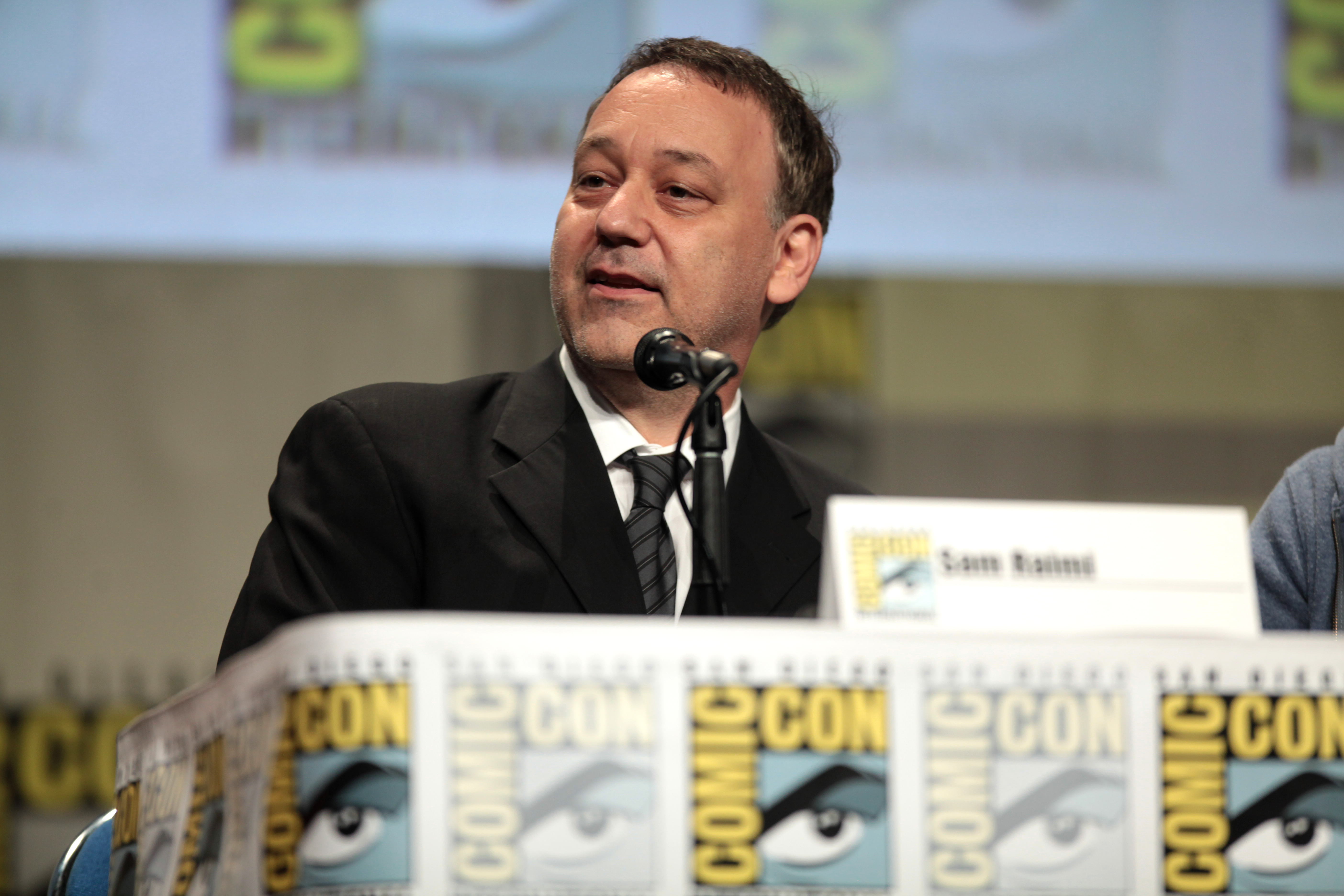
Raimi auf der San Diego Comic-Con International (2014)

Im Mai 2012 verklagte er mit seiner Firma Renaissance Pictures die Independent Film Company Award Pictures für deren Plan, einen vierten Teil von The Evil Dead zu drehen. 2015 entwickelte er die Fernsehserie Ash vs. Evil Dead basierend auf der Evil-Dead-Trilogie, er inszenierte hierbei die Pilotfolge. 
Gemeinsam mit Florian Henckel von Donnersmarck und mit Unterstützung durch die chinesische Beijing Cultural Investment Holding gründete Raimi 2016 das Produktionsunternehmen Allegory Films, über das Filme mit einem Budget zwischen 30 und 80 Millionen Dollar produziert werden sollen. 2022 folgte mit Doctor Strange in the Multiverse of Madness seine nächste Regiearbeit, die die Comic-Verfilmung Doctor Strange aus dem Jahr 2016 fortsetzt und den 28. Film des Marvel Cinematic Universe darstellt.
Zu seinen Markenzeichen zählt in vielen seiner Filme ein gelbes Oldsmobile Delta 88 aus dem Jahr 1973 („The Classic“), sogar als Planwagen getarnt in seinem Western Schneller als der Tod von 1995. Eine Flasche Maker’s Mark Whiskey ist auch regelmäßig zu sehen.
Stilbildend wirkte die von Raimi erfundene und in Tanz der Teufel erstmals eingesetzte Methode der „Shakycam“, bei der eine Kamera auf ein Brett geschnallt wurde, das anschließend von zwei Leuten an den Enden durch den Wald getragen wurde und dadurch die ungewöhnlichsten Kameraperspektiven ermöglichte. Wenn er Regie führt, trägt er – wie Alfred Hitchcock – immer einen Anzug am Set.
Für den amerikanischen Punk-Rock-Sänger Iggy Pop drehte Sam Raimi zudem den Videoclip zu dem Song Cold Metal, der sich auf dem Iggy-Pop-Album Instinct von 1988 befindet.
Raimi heiratete 1993 Gillian Greene, die Tochter des Schauspielers Lorne Greene. Die beiden haben zusammen vier Kinder: Lorne Daniel Raimi (* 22. März 1994), Henry Raimi (* 1996), Emma Rose Raimi (* 1999) und Dashiell William Schooley Raimi (* 11. Dezember 2003). Emma, Lorne und Henry übernahmen kleine Rollen in Spider-Man 3 und Drag Me to Hell.

## Filmografie (Auswahl)

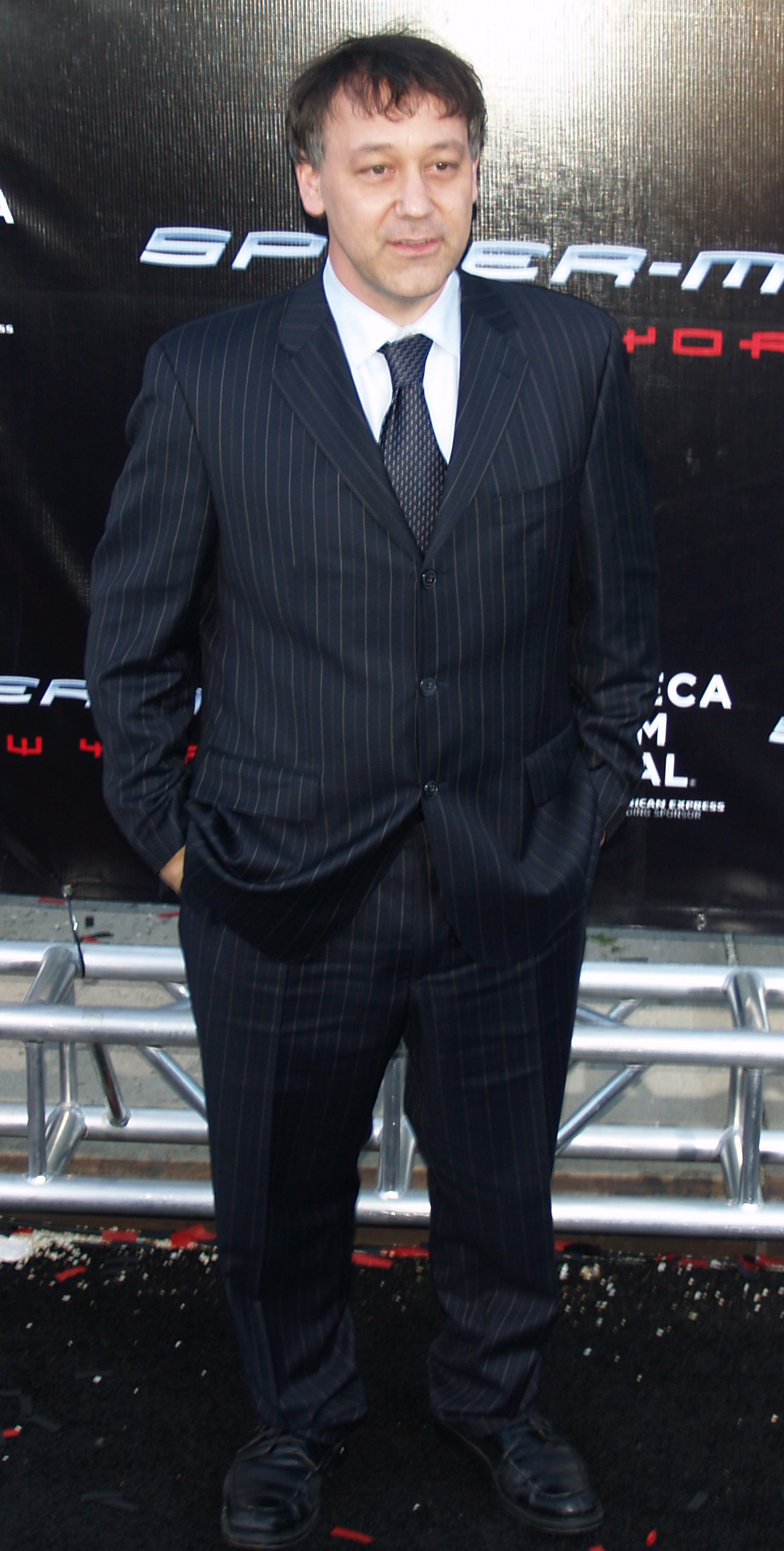
Sam Raimi (2007)

### Regisseur
- 1977: It’s Murder!
- 1978: Clockwork (Kurzfilm)
- 1978: Within the Woods (Kurzfilm)
- 1981: Tanz der Teufel (The Evil Dead)
- 1985: Die Killer-Akademie (Crimewave)
- 1987: Tanz der Teufel II – Jetzt wird noch mehr getanzt (Evil Dead II – Dead by Dawn)
- 1990: Darkman
- 1992: Armee der Finsternis (Army of Darkness)
- 1995: Schneller als der Tod (The Quick and the Dead)
- 1998: Ein einfacher Plan (A Simple Plan)
- 1999: Aus Liebe zum Spiel (For Love of the Game)
- 2000: The Gift – Die dunkle Gabe (The Gift)
- 2002: Spider-Man
- 2004: Spider-Man 2
- 2007: Spider-Man 3
- 2009: Drag Me to Hell
- 2013: Die fantastische Welt von Oz (Oz: The Great and Powerful)
- 2015: Ash vs Evil Dead (Fernsehserie, Pilotfolge)
- 2022: Doctor Strange in the Multiverse of Madness

### Schauspieler
- 1974: No Dough Boys (Kurzfilm)
- 1974: You Nazi Spy (Kurzfilm)
- 1975: I’ll Never Heil Again (Kurzfilm)
- 1975: The James Hoffa Story (Kurzfilm)
- 1976: The James R. Hoffa Story Part II (Kurzfilm)
- 1976: James Bombed in Here Today... Gun Tomorrow (Kurzfilm)
- 1976: Mystery No Mystery (Kurzfilm)
- 1977: It’s Murder!
- 1978: Shemp Eats The Moon (Kurzfilm)
- 1978: Holding It (Kurzfilm)
- 1979: Attack of the Helping Hand! (Kurzfilm)
- 1979: Spring Cleaning (Kurzfilm)
- 1981: Cleveland Smith Bounty Hunter
- 1985: Spione wie wir (Spies Like Us)
- 1985: Du sollst nicht töten – außer … (Stryker’s War)
- 1988: Maniac Cop
- 1988: Bloodnight (Intruder)
- 1990: Miller’s Crossing
- 1992: Bloody Marie – Eine Frau mit Biß (Innocent Blood, A French Vampire in America)
- 1993: Indian Summer – Eine wilde Woche unter Freunden (Indian Summer)
- 1993: Body Bags
- 1994: Flintstones – Die Familie Feuerstein (The Flintstones)
- 1994: Stephen Kings The Stand – Das letzte Gefecht (The Stand)
- 1994: Hudsucker – Der große Sprung (The Hudsucker Proxy)
- 1995: Terminal Force
- 1995: Galaxis
- 1997: The Shining (Fernsehserie, Folge 3)

### Produzent
- 1988: The Dead Next Door
- 1991: Lunatics – Duell der Alpträume (Lunatics – A love story)
- 1993: Timecop, Regie: Peter Hyams
- 1994: Darkman II – Durants Rückkehr (Darkman II – The return of Durant)
- 1995–1999: Hercules (Hercules: The Legendary Journeys)
- 1995–2001: Xena – Die Kriegerprinzessin (Xena: Warrior Princess)
- 2000–2001: Cleopatra 2525 (Fernsehserie)
- 2004: Der Fluch – The Grudge (The Grudge)
- 2005: Boogeyman – Der schwarze Mann (Boogeyman)
- 2006: Der Fluch – The Grudge 2 (The Grudge 2)
- 2007: 30 Days of Night
- 2007: The Messengers
- 2008: Legend of the Seeker – Das Schwert der Wahrheit (Legend of the Seeker)
- 2010: Spartacus
- 2012: Possession – Das Dunkle in dir (The Possession)
- 2013: Evil Dead
- 2015: Poltergeist
- 2015: Ash vs. Evil Dead (Fernsehserie, Folge 1x01)
- 2016: Don’t Breathe
- 2019: Crawl
- 2020: The Grudge
- 2021: The Unholy
- 2021: Don’t Breathe 2
- 2022: Umma
- 2023: Evil Dead Rise
- 2023: 65
- 2023: Boy Kills World
- 2024: Don’t Move
- 2025: Locked

### Drehbuchautor
- 1982: Tanz der Teufel (The Evil Dead)
- 1985: Die Killer-Akademie (Crimewave)
- 1989: Darkman
- 1991/92: Die total beknackte Nuß (The Nutty Nut) (als Alan Smithee Jr.[13])
- 1992: Armee der Finsternis (Army of Darkness)
- 1994: Hudsucker – Der große Sprung (The Hudsucker Proxy)
- 2007: Spider-Man 3
- 2009: Drag Me to Hell

## Auszeichnungen (Auswahl)
- 1990: Preis für die beste Regie beim Sitges Filmfestival für Darkman
- 1991: Nominierung für den Saturn Award in der Kategorie Beste Regie für Darkman
- 1992: George Pal Memorial Award
- 1993: Kritikerpreis beim Fantasporto Filmfestival für Armee der Finsternis
- 2003: Nominierung für den Saturn Award in der Kategorie Beste Regie für Spider-Man
- 2003: Nominierung für den Empire Award in der Kategorie Beste Regie für Spider-Man
- 2005: Saturn Award in der Kategorie Beste Regie für Spider-Man 2
- 2005: Empire Award in der Kategorie Beste Regie für Spider-Man 2
- 2008: Nominierung für den Saturn Award in der Kategorie Beste Regie für Spider-Man 3